# Анхела Пумарієга
Анхела Пумарієга  (ісп. Angela Pumariega, 12 листопада 1984) — іспанська яхтсменка, олімпійка.

## Виступи на Олімпіадах
| Олімпіада | Дисципліна       | Місце |
| --------- | ---------------- | ----- |
| 2012      | клас Елліотт 6 м | 1     |